# Peruth Chemutai
Peruth Chemutai (født 10. juli 1999 i Bukwa ) er en ugandisk atlet, der konkurrerer i forhindringsløb.
Hun repræsenterede Uganda under sommer-OL 2020 i Tokyo, hvor hun vandt guld i 3000 meter forhindringsløb.
Peruth vandt sølvmedaljen i 3000 meter forhindringsløb ved sommer-OL 2024, og sluttede bag Winfred Yavi i en ny ugandisk national rekord på 8:53.34.